# HD 195483
HD 195483，又名BD+10 4307，SAO 106196、HR 7840，是一颗恒星，视星等为7.11，位于銀經55.1，銀緯-16.21，其B1900.0坐标为赤經20h 26m 26.5s，赤緯+10° -16.21′ 27″。